# Autonomní oblast
Autonomní oblast je autonomní část státu, která je určena na úrovni oblasti jakožto správního celku. V roce 2015 existuje pouze Židovská autonomní oblast v Rusku. Ve 20. století existovaly autonomní oblasti v Sovětském svazu a v 90. letech v Chorvatsku a Bosně a Hercegovině na územích kontrolovaných Srby.
- Autonomní oblasti Ruska
- Autonomní oblasti Sovětského svazu
- Autonomní oblasti Chorvatska
- Autonomní oblasti Bosny a Hercegoviny

## Itálie
V Itálii je správním celkem na nejvyšší úrovni region (regione), z nichž pět má status autonomního regionu (regione a statuto speciale nebo regione autonoma). Tyto regiony jsou někdy v češtině označovány jako oblasti resp. autonomní oblasti.

## Čína
V Číně je správním celkem na nejvyšší úrovni provincie (čínsky v českém přepisu šeng, pchin-jinem shěng, znaky 省) a na stejné úrovni je také pět autonomních regionů (čínsky v českém přepisu c’-č’-čchü, pchin-jinem zìzhìqū, znaky zjednodušené 自治区, tradiční 自治區). Tyto regiony jsou v češtině (a také např. v srbštině) označovány jako autonomní oblasti.

## Srbsko
V Srbsku je správním celkem na nejvyšší úrovni okruh (округ/okrug), kromě těchto jednotek, kterými je pokryto celé území Srbska existují však ještě autonomní provincie (аутономна покрајина/autonomna pokrajina), které mají vyšší úroveň, ale nepokrývají celé území Srbska. Tyto provincie (Vojvodina a Kosovo a Metochie) jsou v češtině označovány jako autonomní oblasti. Kosovo je sporné území které od roku 2008 vyhlásilo nezávislost nad Srbskem.